# Edmundo Rivero

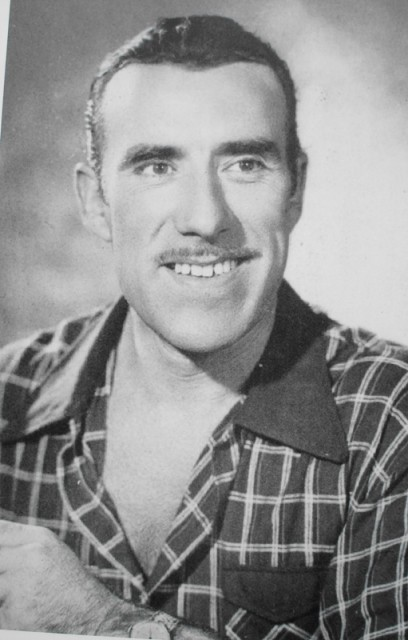
Edmundo Rivero (um 1960)

Leonel Edmundo Rivero (* 8. Juni 1911 in Valentín Alsina; † 18. Januar 1986 in Buenos Aires) war ein argentinischer Tangosänger und Impresario.

## Leben

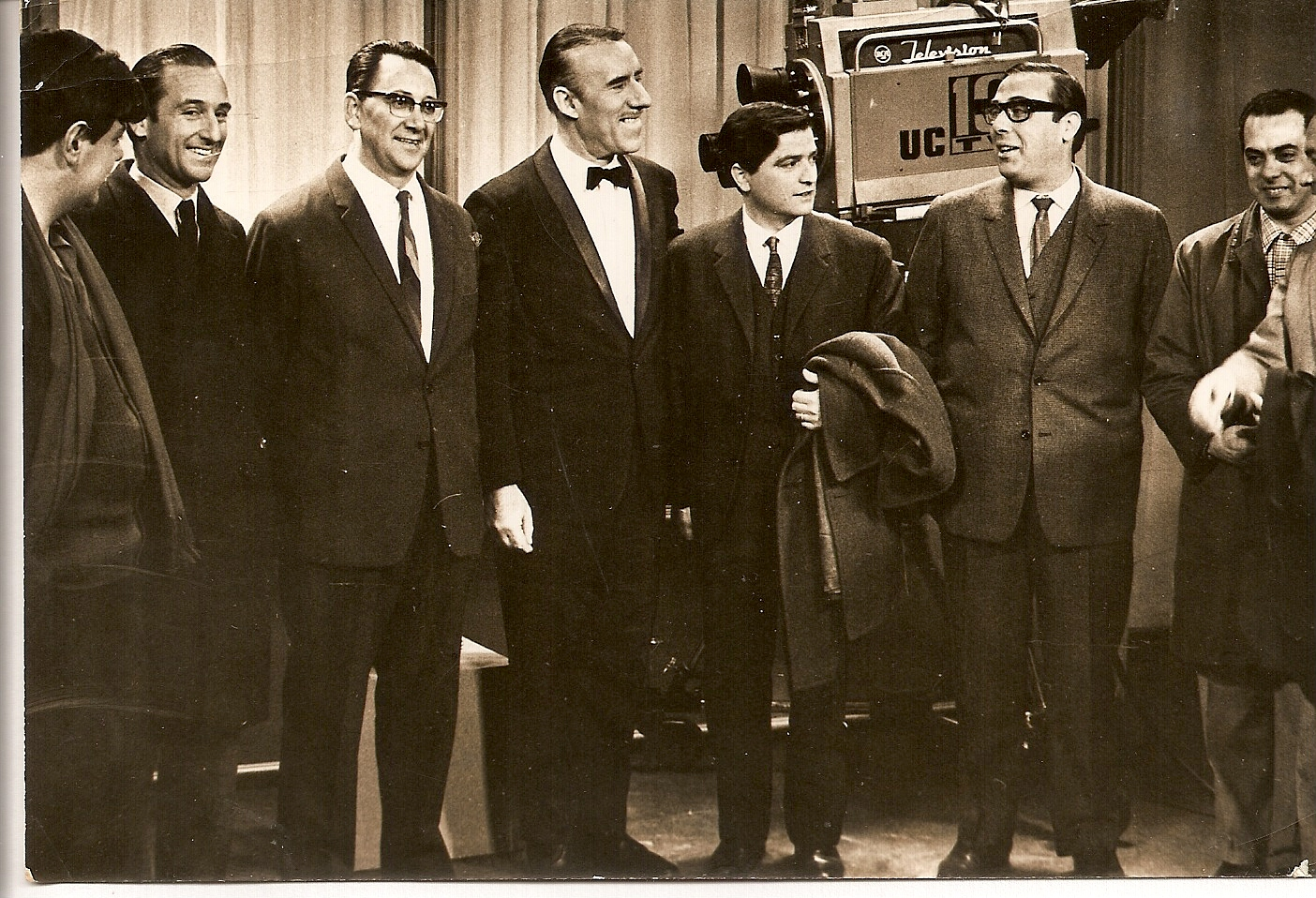
Edmundo Rivero (Mitte) und David Raisman

Edmundo Rivero wurde in Valentín Alsina, einem Vorort von Buenos Aires, geboren. Als Begleiter seines Vaters auf einigen Reisen, lernte er den Lebensstil und die Musik der Gauchos der Provinz Buenos Aires bereits in jungen Jahren kennen.
Als Jugendlicher zieht Rivero mit seiner Familie nach Belgrano, einem Stadtteil im Norden von Buenos Aires, um. Dort wird er Zeuge der wachsenden Beliebtheit des Tangotanzes und der komplexer werdenden Kompositionen, hauptsächlich der als „ABC“ bekannten Komponisten Arolas, Bardi und Cobián. Zur selben Zeit ändern sich die Liedtexte von leichtherziger Zotenreißerei hin zu komplexeren Geschichten über Liebe und männliche Ehre.
Rivero lernt, klassische Gitarre zu spielen und zu singen. Er hat eine tiefe Bass-Bariton-Stimme, die zu seinem Markenzeichen werden wird. Er war auch bekannt für seine riesigen Hände (aufgrund einer Akromegalie).
Zunächst tritt er als Sänger in kleineren Sälen auf, seinen ersten Radioauftritt hat er bei Radio Cultura in einem Duett mit seiner Schwester Eva. In den 1930er Jahren wechseln sich Radioauftritte mit Auftritten in Tanzhallen ab.
1935 wird er von dem Bandleader José de Caro entdeckt, bald darauf fällt er Josés berühmteren Bruder Julio de Caro auf, der ihn abwirbt. Dessen Orchester, das auch mit nicht-traditionellen Instrumenten besetzt ist, war das Stamm-Orchester des Tanzsaals im Pueyrredón-Theater von Flores. In dieser Zeit wurde Rivero bekannter und erhielt auch seinen Spitznamen „El Feo“ (Der Hässliche).
Obwohl Rivero in vielen argentinischen Filmen der 1930er und 1940er auftrat, waren die frühen 40er eine unsichere Zeit für ihn, da viele Bandleader (unter ihnen auch Humberto Canaro) zwar mit ihm zusammenarbeiten wollten, jedoch waren diese Kooperationen nur von kurzer Dauer. Später erklärte Rivero, dass seine tiefe Stimme damals ein Handicap war.
1944 tat sich Rivero mit Horacio Salgán zusammen. In den drei Jahren der Zusammenarbeit sind keine Schallplattenaufnahmen entstanden, da Salgáns Musik, die von Béla Bartók beeinflusst wurde, nicht den Geschmack der gewöhnlichen Tangohörer traf. Rivero erlangte jedoch Ansehen bei Avantgarde- und Jazzmusikern. Um die Miete bezahlen zu können, nahm Rivero auch Duette mit Carlos Bermúdez auf, kommerziellere Tangomusik für den kolumbianischen Markt.
1947 wurde Rivero von Aníbal Troilo engagiert. Troilo war sehr erfolgreich mit neuen Liedern, von denen einige in Kooperation mit dem Texter Homero Manzi entstanden. In den drei Jahren mit Troilo stand Rivero neben Floreal Ruiz und Aldo Calderón im Scheinwerferlicht und nahm 22 Lieder auf, darunter den Mega-Hit Sur.
Endlich berühmt und reich geworden, verließ Rivero Toilo 1950 und startete eine Solokarriere. Seine Begleitung wechselte zwischen Gitarren-Quartetten und Orchestern. Der berühmteste Musiker, mit dem Rivero zusammenarbeitete, war der Gitarrist Roberto Grela, der auch mit Troilo kooperierte.
Gitarren-Ensembles wurden von Milonga-Interpreten in der Provinz, Tangosängern einer früheren Epoche und sogar vom jungen Carlos Gardel als Begleitung genutzt, aber in den 1950ern, als große Orchester die Musikszene dominierten, war Riveros Wahl sehr ungewöhnlich. Dies zementierte seine Identifizierung mit der stillen Männlichkeit der Landbewohner als Kontrast zu der Betonung verlorener Liebe in „städtischen“ Tangoliedern.
In den 1960er Jahren erfuhren Salgán und Rivero Genugtuung für ihren mangelnden kommerziellen Erfolg in den späten 40ern und nahmen zusammen zahlreiche Schallplatten auf. Rivero arbeitete auch mit anderen Künstlern zusammen, die seine Großzügigkeit und seine Hingabe an die Musik würdigten. 1966 trat er in dem Film „Buenos Aires, verano 1912“ auf.
In den späten 60ern war Tango hauptsächlich ein „Exportprodukt“, da sowohl die Musiker als auch ihr Publikum alterten und fixiert waren auf alte Lieder und Orchesterformate der 1940er und 1950er. Viele Tango-Fans lehnten auch die Musik von Astor Piazzolla und dessen Anhängern ab. Rivero selber bewunderte Piazzolla und nahm mehrfach Kompositionen von ihm auf. In diesen Jahren hatten sogar bekannte Künstler Schwierigkeiten, Auftrittsmöglichkeiten zu finden.
Besorgt darüber, dass der Tango nicht überleben könnte, eröffnete Rivero 1969 das „El viejo Almacén“ (Der Alte Laden) im Stadtteil San Telmo. Seine Gastfreundschaft erfreute viele Besucher der Stadt, die Riveros Club besuchten, um Tangomusik zu genießen und zu tanzen. Unter den häufigeren Besuchern waren auch Joan Manuel Serrat und Camilo José Cela.
Rivero war eine Ikone in Japan, wo er 1968 eine Tournee unternahm. Er lernte dort viele japanische Musiker und Tänzer kennen und schrieb Tangos wie „Arigato Japón“ (Danke, Japan) und „A lo Megata“ (Tsunayoshi Megata war ein bekannter japanischer Tangotänzer). Kein japanischer Tourist würde Buenos Aires verlassen haben, ohne zuvor wenigstens einmal das Almacén besucht zu haben.
In den frühen 1970ern war Rivero Moderator einer Fernsehsendung, in der Künstler aus seinem Club auftraten, darunter auch Beba Bidart. Gesendet wurden auch einige seiner Wiedervereinigungen mit Troilo und Grela aus den 1960er und 1970er Jahren.
1980 nahm Rivero am Konzert anlässlich Osvaldo Puglieses 75ten Geburtstag teil. Gegen Ende 1985 wurde Rivero ins Krankenhaus eingewiesen. Er starb am 18. Januar 1986 nach einem Herzanfall.

## Diskografie (Auswahl)
- Sur (vermutlich der beliebteste argentinische Tango)
- El ciruja
- Amablemente (ein Sonett, gesungen als Milonga)
- Pucherito de gallina
- No te engañes corazón
- Malón de ausencia
- Yo te bendigo
- Falsía
- El último organito